# Somatochlora albicincta
Somatochlora albicincta ist eine Libellenart aus der Familie der Falkenlibellen (Corduliidae), die zu den Großlibellen (Anisoptera) gehören.

## Merkmale

### Bau der Imago
Die Männchen von Somatochlora albicincta erreichen Körperlängen zwischen 47 und 49 Millimetern, wovon 34 bis 36,8 Millimeter auf den Hinterleib (Abdomen) entfallen. Die Weibchen sind etwas größer; sie werden 49 bis 50 Millimeter groß und ihr Abdomen misst davon 35 bis 36,4 Millimeter. Das schlanke Abdomen ist messingfarben bis schwarz, wobei die Übergänge der Segmentierung gelblich sind. Die verdickte Basis und das Ende sind behaart. Die Hinterleibsanhänge sind schwarz.
Auf dem behaarten messinggrünem Brustkorb befinden sich bei manchen Individuen gelbliche helle Punkte. Im Gesicht ist das Labium wie die Unterseite der Stirn gelblich. Die Oberseite der Stirn sowie der Vertex sind abermals messingfarben grünlich.
Die Hinterflügel messen bei den Männchen 29,4 bis 31,6 Millimeter, die der Weibchen sind wiederum etwas größer und erreichen 31 bis 32,2 Millimeter. Im Gegensatz zu den nahezu durchsichtigen Flügeln der Männchen sind die weiblichen teilweise leicht gräulich. Das gelbbraune Flügelmal ist bei beiden Geschlechtern zweieinhalb bis dreieinhalb Millimeter groß. Die Flügeldreiecke sind meist ungekreuzt und teilweise nur auf einer Körperseite gekreuzt. Es gibt jeweils sieben bis acht Ante- sowie Postnodaladern.

### Bau der Larve
Die Larve der Somatochlora albicincta erreicht zwischen 20,5 und 23,5 Millimeter Länge bei einer Abdomenbreite von 7,2 bis acht Millimeter. Die Oberfläche ist mit kleinen Härchen überzogen die an den Rändern der Tergite in einen Borstensaum übergehen. Diese Borsten sind etwas kleiner als die restliche Behaarung. Auf dem achten und neunten Segment befinden sich seitliche Dornen, die üblicherweise etwas kürzer als ein Fünftel bis ein Fünftel der Segmentlänge erreichen. Der Kopf ist etwas schmäler als das Abdomen. Das Gelenk des Labiums reicht beinahe bis zum Coxa des mittleren Beinpaares. Von den elf bis zwölf das Kinn besetzenden Borsten ist die vierte beziehungsweise fünfte Borste von außen die längste. Die folgende drei oder vier sind hingegen sehr klein. Auf den Tastern befinden sich weitere fünf oder sechs Borsten.

## Verbreitung
Somatochlora albicincta kommt in weiten Teilen Kanadas sowie im Norden der USA an der Westküste in Washington, Oregon und dem nördlichen Kalifornien sowie an der Westküste im Bundesstaat New York vor.

## Lebensraum und Lebensweise
Als Larvalhabitat kommen sowohl sonnige und teilweise verschattete, ruhig und langsam fließende Gewässer vor. Der Schlupf vollzieht sich im Juni und Juli. Die adulten Tiere jagen knapp über dem Wasser nach Beute.

## Forschungsgeschichte
Erstmals beschrieben wurde die Art 1839 durch Hermann Burmeister anhand eines Weibchens aus Labrador unter dem Namen Epophthalmia albicincta. Hermann August Hagen verschob die Art 1861 in die Gattung Cordulia. Fünf Jahre später lieferte Samuel Hubbard Scudder anhand eines Männchens aus Kanada eine Beschreibung unter dem Synonym Cordulia eremita. 1890 gelangte die Art durch William Forsell Kirby an ihren heutigen Platz.

## Belege
1. ↑  Somatochlora albicincta auf Dragonflies and Damselflies (Odonata) of the United States, Northern Prairie Wildlife Research Center des U.S. Geological Survey, Abruf am 17. Februar 2010.